# Clavulariidae
Clavulariidae é uma família de corais da ordem Malacalcyonacea.

## Géneros
Seguem os gêneros da família:
- Clavularia (Blainville, 1830)
- Hanabira (Lau, Stokvis, Imahara & Reimer, 2019)
- Knopia (Alderslade & McFadden, 2007)